# Byer i Schweiz
Dette er en liste over byer i Schweiz.

## A
- Aarau
- Adliswil
- Affoltern am Albis
- Allschwil
- Allstätten
- Amriswil
- Anzère
- Arbon

## B
- Baar
- Baden
- Basel
- Bellinzona
- Bern (fr. Berne)
- Biel (fr. Bienne)
- Binningen
- Birsfelden
- Buchs
- Bulle
- Bülach
- Burgdorf

## C
- Carouge
- Cham
- Chur

## D
- Davos
- Delémont
- Dietikon
- Dübendorf

## E
- Ebikon
- Einsiedeln
- Emmen

## F
- Figino
- Frauenfeld
- Fribourg

## G
- Genève
- Gland
- Gossau
- Grenchen
- Gstaad

## H
- Herisau
- Horgen
- Horw

## I
- Illnau-Effretikon
- Ittgen

## J
- Jona

## K
- Kloten
- Köniz
- Kreuzlingen
- Kriens
- Küsnacht
- Küssnacht

## L
- La Chaux-de-Fonds
- Lancy
- Langenthal
- La Tour-Peilz
- Lausanne
- Le Locle
- Liestal
- Littau
- Locarno
- Lugano
- Luzern
- Lyss

## M
- Martigny
- Meilen
- Meiringen
- Meyrin
- Monthey
- Montreux
- Morcote
- Morges
- Münchenstein
- Münsingen
- Muri
- Muttenz

## N
- Neuchâtel
- Neuhausen
- Nyon

## O
- Oftringen
- Olten
- Onex
- Opfikon
- Ostermundingen

## P
- Paradiso
- Ponte Tresa
- Pratteln
- Prilly
- Pully

## R
- Rapperswil-Jona
- Regensdorf
- Reinach
- Renens
- Rheinfelden
- Richterswil
- Riehen
- Rüti

## S
- Saint-Imier
- St. Gallen
- Schaffhausen
- Schlieren
- Schwyz
- Sierre
- Sion
- Solothurn
- Spiez
- Spreitenbach
- Stäfa
- Steffisburg

## T
- Thalwil
- Thônex
- Thun

## U
- Uster
- Uzwil

## V
- Vernier
- Versoix
- Vevey
- Volketswil

## W
- Wädenswil
- Wallisellen
- Wettingen
- Wetzikon
- Wil
- Winterthur
- Wohlen
- Worb

## Y
- Yverdon-les-Bains

## Z
- Zermatt
- Zofingen
- Zollikon
- Zug
- Zürich